# ガリンペイロ
ガリンペイロ（ポルトガル語: garimpeiro、金鉱・ダイヤモンドの採掘・発掘人）

## アマゾンのガリンペイロ
単にガリンペイロという場合は、ブラジル・アマゾン奥地に、1690年ごろのブラジル・ゴールドラッシュ以降に流入し、一攫千金を夢見て過酷な生活・労働環境下で働く金鉱採掘人たちを指すことが多い。詳しくはポルトガル語版ウィキペディア項目の “Garimpo” を参照。

## ガリンペイロを題材としたフィクション
『ゴルゴ13』単行本49巻のエピソードに、主人公が山賊化したガリンペイロの集団と戦う話がある。詳しくは「ゴルゴ13作品リスト」を参照。
『傷追い人』主人公・茨木圭介が就いていた職業の一つ。作品は日本のテレビ局スタッフが日本人ガリンペイロを追ってブラジルに来たことから始まる。

## その他
ガリンペロ(テレビ番組)フジテレビ
ガリンペイロ (テレビ番組)東京MXテレビのテレビ番組。
ガリンペイロ (ラジオ番組)TBSラジオで2016年（平成28年）10月2日から2017年（平成29年）3月25日まで放送されたオーディション番組。
ガリンペイロ (日立 世界・ふしぎ発見!)TBS系列のテレビ番組『日立 世界・ふしぎ発見!』の最初期に得点のシンボルとして使われていた、金貨の入った袋を模した小道具。放送開始から半年後にルール改定された際、初代のヒトシ君人形が背負っていた。現在のヒトシ君人形は背負っていない。

## 参考
- [リンク切れ]